# Anello booleano
In matematica un anello booleano {\displaystyle (R,+,\cdot \,)} è un anello unitario tale che {\displaystyle x^{2}=x} per ogni {\displaystyle x\in R}, è quindi un anello costituito solo da elementi idempotenti.
Gli anelli booleani sono strutture criptomorfe (cioè logicamente equivalenti) alle algebre di Boole. L'esempio più noto è fornito dall'insieme delle parti di un qualsiasi insieme S, con le operazioni di differenza simmetrica (addizione) e intersezione (moltiplicazione), cioè {\displaystyle ({\mathcal {P}}(S),\triangle ,\cap )}.

## Criptomorfismo con le algebre di Boole
Dato un anello booleano {\displaystyle (R,+,\cdot \,)}, definiamo
{\displaystyle x\lor y:=x+y+xy},
{\displaystyle x\land y:=x\cdot y},
{\displaystyle \sim x:=1+x}.
La struttura {\displaystyle (R,\lor ,\land )}, soddisfa tutti gli assiomi dell'algebra di Boole, dove {\displaystyle \lor }, {\displaystyle \land } e {\displaystyle \sim } hanno rispettivamente i ruoli di giunzione, incontro e complementazione. Segue che ad ogni anello booleano si associa un'algebra di Boole. Viceversa a ogni algebra di Boole {\displaystyle (R,\lor ,\land )} si associa un anello booleano definendo:
{\displaystyle x+y:=(x\lor y)\land [\sim (x\land y)]},
{\displaystyle x\cdot y:=x\land y}.
Infatti, {\displaystyle x^{2}=x\land x=x} per ogni {\displaystyle x\in R}.

## Morfismi e sottostrutture
Una applicazione tra due anelli booleani si dice omomorfismo di anelli se trasportata tra le corrispondenti algebre booleane costituisce un omomorfismo tra tali strutture.
Un sottoinsieme di un anello booleano si dice ideale di anello (ideale primo di anello, ideale massimale di anello) se e solo se costituisce un ideale d'ordine (ideale d'ordine primo, ideale d'ordine massimale) dell'algebra di Boole.
Per anello quoziente di un anello booleano modulo un ideale di anello corrisponde al reticolo quoziente dei corrispondenti reticoli booleani modulo il corrispondente ideale d'ordine.

## Alcuni risultati
Ogni anello booleano R soddisfa x + x = 0 per ogni x in R; infatti sappiamo che
x + x = (x + x)2 = x2 + 2x2 + x2 = x + 2x + x
e possiamo sottrarre x + x da entrambi i membri di questa equazione. Una dimostrazione analoga garantisce che ogni anello booleano è commutativo:
x + y = (x + y)2 = x2 + xy + yx + y2 = x + xy + yx + y
e questa uguaglianza comporta xy + yx = 0, che equivale a xy = −yx = yx (utilizzando la proprietà precedente).
L'identità x + x = 0 dice che a ogni anello booleano si può associare in modo unico un'algebra associativa sul campo F2 di due elementi. In particolare, ogni anello booleano finito ha come cardinalità una potenza di due.
Osserviamo che vi sono algebre associative unitali su F2 che non sono anelli booleani: un esempio è dato dall'anello di polinomi F2[X].
L'anello quoziente R/I relativo a un arbitrario anello booleano R modulo un qualunque ideale I è anch'esso un anello booleano. Similmente ogni sottoanello di un anello booleano è un anello booleano.
Ogni ideale primo P di un anello booleano R è massimale: l'anello quoziente R/P è un dominio d'integrità e contemporaneamente un anello booleano; quindi deve essere isomorfo al campo F2 e questo comporta la massimalità di P. Dato che gli ideali massimali sono necessariamente primi, si conclude che in ogni anello booleano l'insieme degli ideali primi e quello degli ideali massimali coincidono.
L'unico dominio d'integrità booleano è {\displaystyle \mathbb {Z} /2\mathbb {Z} =\mathbb {F} _{2}}, infatti, supponiamo che {\displaystyle R} sia un dominio booleano allora {\displaystyle x^{2}=x} per ogni {\displaystyle x\in R} implica {\displaystyle x\cdot (x-1)=0}. Siccome {\displaystyle R} è un dominio non vi sono divisori dello zero e pertanto {\displaystyle x=0} oppure {\displaystyle x=1}, cioè {\displaystyle R=\mathbb {F} _{2}}.